# Números de telefone no Brasil

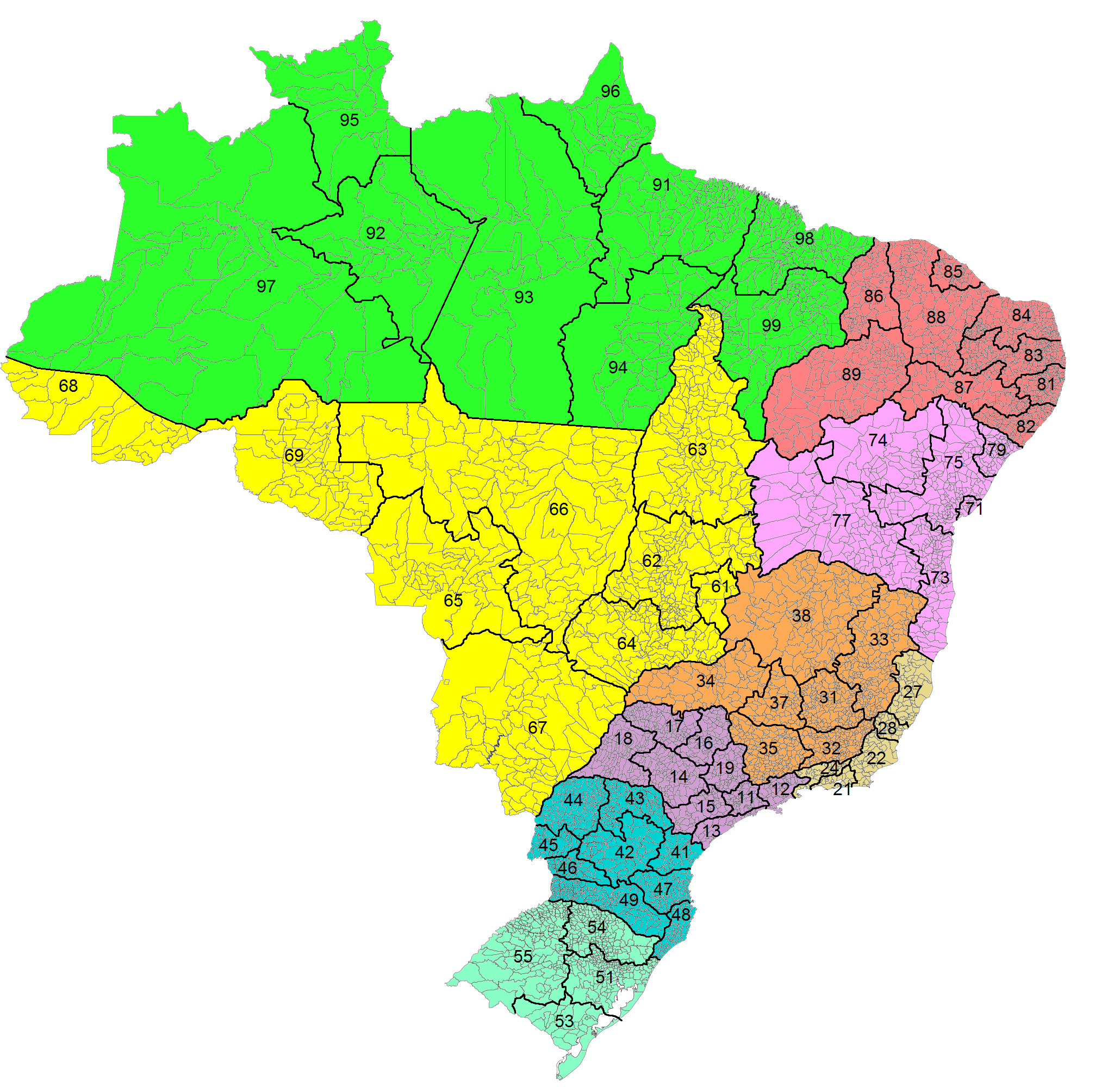
Códigos de área existentes em cada estado.

Os números de telefone no Brasil são regulados pela Anatel, no Plano Nacional de Numeração.
O prefixo do país é 55, isto é, quem liga do exterior precisa acrescentar +55 ao início do número. Por outro lado, para ligar do Brasil para fora, usa-se o prefixo 00, seguido do código da operadora, do código do país de destino, do código de área (se existir) e, finalmente, do número de telefone que se deseja contactar.

## Plano Nacional de Numeração
A discagem no sistema brasileiro de telefonia obedece a um padrão de códigos prefixos.
| Prefixo             | Uso                                                               |
| 0                   | Prefixo de acesso para ligação longa distância nacional           |
| 00                  | Prefixo de acesso para ligação longa distância internacional      |
| 9090                | Chamada a cobrar no destino                                       |
| 90XX                | Chamada a cobrar no destino para ligação longa distância nacional |
| 100-199             | Serviços de Utilidade Pública e de Apoio ao STFC                  |
| 2000-2999 3000-3999 | Telefonia fixa                                                    |
| 4000-4009           | Serviços com tarifa local                                         |
| 4010-4999 5000-5699 | Telefonia Fixa                                                    |
| 5700-5799           | Telefonia Fixa Rural                                              |
| 5800-5999           | Telefonia Fixa                                                    |
| 7700-7899           | Trunking (extinto em 2018)                                        |
| 91000-99999         | Serviços de Comunicações Móveis                                   |

## Códigos de Área

### Geográficos
O código de área serve para identificar uma localidade ou um conjunto de localidades e deve ser usado para a realização de ligações de longa distância. O sistema de códigos de área, também chamado de DDD (Discagem Direta a Distância), foi implantado nacionalmente em 1969 e expandido ao longo da década seguinte. Em 2001, a quantidade de códigos de área geográficos subiu de 57 para 67, com a criação dos códigos 22, 28, 64, 66, 87, 88, 89, 93, 94, 97 e 99, por meio das alterações feitas pela Resolução 263 da ANATEL, de 8 de junho de 2001.
| Prefixo | Estado                   | Principais cidades (capitais em negrito)                                                               |
| ------- | ------------------------ | --- |
| 11      | São Paulo                | São Paulo/Guarulhos/São Bernardo do Campo/Santo André/Osasco/Barueri/Jundiaí/Atibaia/Bragança Paulista |
| 12      | São Paulo                | São José dos Campos/Taubaté/Guaratinguetá/Pindamonhangaba/Campos do Jordão/Caraguatatuba/Ubatuba       |
| 13      | São Paulo                | Santos/São Vicente/Praia Grande/Cubatão/Itanhaém/Peruíbe/Registro                                      |
| 14      | São Paulo                | Bauru/Jaú/Marília/Lençóis Paulista/Lins/Botucatu/Ourinhos/Avaré                                        |
| 15      | São Paulo                | Sorocaba/Itapetininga/Itapeva                                                                          |
| 16      | São Paulo                | Ribeirão Preto/Franca/São Carlos/Araraquara                                                            |
| 17      | São Paulo                | São José do Rio Preto/Barretos/Fernandópolis                                                           |
| 18      | São Paulo                | Presidente Prudente/Araçatuba/Birigui/Assis                                                            |
| 19      | São Paulo                | Campinas/Piracicaba/Limeira/Americana/Santa Bárbara d'Oeste/Sumaré/Indaiatuba                          |
| 21      | Rio de Janeiro           | Rio de Janeiro/Niterói/São Gonçalo/Duque de Caxias/Nova Iguaçu/Teresópolis                             |
| 22      | Rio de Janeiro           | Campos dos Goytacazes/Macaé/Itaperuna/Cabo Frio/Nova Friburgo                                          |
| 24      | Rio de Janeiro           | Volta Redonda/Barra Mansa/Petrópolis/Três Rios                                                         |
| 27      | Espírito Santo           | Vitória/Serra/Guarapari/Vila Velha/Linhares                                                            |
| 28      | Espírito Santo           | Cachoeiro de Itapemirim/Marataízes                                                                     |
| 31      | Minas Gerais             | Belo Horizonte/Contagem/Betim/Viçosa                                                                   |
| 32      | Minas Gerais             | Juiz de Fora/Barbacena/Ubá/Muriaé                                                                      |
| 33      | Minas Gerais             | Governador Valadares/Teófilo Otoni/Caratinga/Manhuaçu                                                  |
| 34      | Minas Gerais             | Uberlândia/Uberaba/Araguari/Araxá                                                                      |
| 35      | Minas Gerais             | Passos/Poços de Caldas/Pouso Alegre/Varginha/Itajubá                                                   |
| 37      | Minas Gerais             | Divinópolis/Itaúna/Formiga/Capitólio                                                                   |
| 38      | Minas Gerais             | Montes Claros/Serro/Januária                                                                           |
| 41      | Paraná                   | Curitiba/São José dos Pinhais/Paranaguá                                                                |
| 42      | Paraná · Santa Catarina  | Guarapuava/Ponta Grossa/Castro/União da Vitória Porto União                                            |
| 43      | Paraná                   | Londrina/Arapongas/Assaí/Jacarezinho/Jandaia do Sul                                                    |
| 44      | Paraná                   | Maringá/Campo Mourão/Astorga                                                                           |
| 45      | Paraná                   | Cascavel/Toledo/Medianeira                                                                             |
| 46      | Paraná                   | Francisco Beltrão/Pato Branco/Palmas                                                                   |
| 47      | Santa Catarina           | Joinville/Blumenau/Balneário Camboriú                                                                  |
| 48      | Santa Catarina           | Florianópolis/São José/Criciúma/Santo Amaro da Imperatriz                                              |
| 49      | Santa Catarina           | Chapecó/Lages/Concórdia                                                                                |
| 51      | Rio Grande do Sul        | Porto Alegre/Canoas/Esteio/Torres                                                                      |
| 53      | Rio Grande do Sul        | Pelotas/Rio Grande/Bagé/Aceguá/Chuí                                                                    |
| 54      | Rio Grande do Sul        | Caxias do Sul/Passo Fundo/Vacaria/Veranópolis                                                          |
| 55      | Rio Grande do Sul        | Santa Maria/Uruguaiana/Santana do Livramento                                                           |
| 61      | Distrito Federal · Goiás | Brasília Luziânia/Valparaíso de Goiás/Formosa                                                          |
| 62      | Goiás                    | Goiânia/Anápolis/Goiás/Pirenópolis                                                                     |
| 63      | Tocantins                | Palmas/Araguaína/Gurupi                                                                                |
| 64      | Goiás                    | Rio Verde/Jataí/Caldas Novas/Catalão                                                                   |
| 65      | Mato Grosso              | Cuiabá/Várzea Grande/Cáceres                                                                           |
| 66      | Mato Grosso              | Rondonópolis/Sinop/Barra do Garças                                                                     |
| 67      | Mato Grosso do Sul       | Campo Grande/Dourados/Corumbá/Três Lagoas                                                              |
| 68      | Acre                     | Rio Branco/Cruzeiro do Sul                                                                             |
| 69      | Rondônia                 | Porto Velho/Ji-Paraná/Ariquemes                                                                        |
| 71      | Bahia                    | Salvador/Camaçari/Lauro de Freitas                                                                     |
| 73      | Bahia                    | Itabuna/Ilhéus/Porto Seguro/Jequié                                                                     |
| 74      | Bahia                    | Juazeiro/Xique-Xique                                                                                   |
| 75      | Bahia                    | Feira de Santana/Alagoinhas/Serrinha                                                                   |
| 77      | Bahia                    | Vitória da Conquista/Barreiras/Correntina                                                              |
| 79      | Sergipe                  | Aracaju/Lagarto/Itabaiana                                                                              |
| 81      | Pernambuco               | Recife/Jaboatão dos Guararapes/Caruaru/Goiana/Gravatá/Paulista                                         |
| 82      | Alagoas                  | Maceió/Arapiraca/Palmeira dos Índios/Penedo                                                            |
| 83      | Paraíba                  | João Pessoa/Campina Grande/Patos/Sousa/Cajazeiras                                                      |
| 84      | Rio Grande do Norte      | Natal/Mossoró/Parnamirim/Caicó                                                                         |
| 85      | Ceará                    | Fortaleza/Caucaia/Maracanaú                                                                            |
| 86      | Piauí                    | Teresina/Parnaíba/Piripiri/Campo Maior/Barras                                                          |
| 87      | Pernambuco               | Petrolina/Garanhuns/Salgueiro/Serra Talhada/Arcoverde                                                  |
| 88      | Ceará                    | Limoeiro do Norte/Juazeiro do Norte/Crato/Sobral/Itapipoca/Iguatu/Quixadá/Russas                       |
| 89      | Piauí                    | Picos/Floriano/Oeiras/São Raimundo Nonato/Corrente                                                     |
| 91      | Pará                     | Belém/Ananindeua/Castanhal/Abaetetuba/Bragança                                                         |
| 92      | Amazonas                 | Manaus/Iranduba/Parintins/Itacoatiara/Maués/Borba                                                      |
| 93      | Pará                     | Santarém/Altamira/Oriximiná/Itaituba/Jacareacanga                                                      |
| 94      | Pará                     | Marabá/Tucuruí/Parauapebas/Redenção/Santana do Araguaia                                                |
| 95      | Roraima                  | Boa Vista/Rorainópolis/Caracaraí/Alto Alegre/Mucajaí                                                   |
| 96      | Amapá                    | Macapá/Santana/Laranjal do Jari/Oiapoque/Calçoene                                                      |
| 97      | Amazonas                 | Tefé/Coari/Tabatinga/Manicoré/Humaitá/Lábrea                                                           |
| 98      | Maranhão                 | São Luís/São José de Ribamar/Paço do Lumiar/Pinheiro/Santa Inês                                        |
| 99      | Maranhão                 | Imperatriz/Caxias/Timon/Codó/Açailândia                                                                |

### Não Geográficos
Os códigos não geográficos não estão atrelados a uma determinada localidade, destinados à prestação de serviços ou de doações (0500). Nos demais, a tarifa do serviço pode recair sobre o prestador de serviço (0800) ou sobre quem faz a chamada, custeando apenas o preço da ligação (0300) ou da ligação e do serviço (0900).
| Código | Descrição                                  |
| 0300   | Serviços não gratuitos                     |
| 0303   | Telemarketing ou cobrança                  |
| 0500   | Doação a instituições de utilidade pública |
| 0800   | Serviços gratuitos                         |
| 0900   | Serviços de valor adicionado               |